# Nazionale olimpica di calcio del Portogallo
La nazionale olimpica portoghese di calcio è la rappresentativa calcistica del Portogallo che rappresenta l'omonimo paese ai giochi olimpici. È posta sotto l'egida della Federazione calcistica portoghese.

## Partecipazione ai tornei internazionali
Nota bene: come previsto dai regolamenti FIFA, le partite terminate ai tiri di rigore dopo i tempi supplementari sono considerate pareggi.

### Giochi olimpici
| Anno | Luogo             | Piazzamento      | V | N | P | Gol  |
| ---- | ----------------- | ---------------- | - | - | - | ---- |
| 1952 | Helsinki          | Non partecipante | - | - | - | -    |
| 1956 | Melbourne         | Non partecipante | - | - | - | -    |
| 1960 | Roma              | Non partecipante | - | - | - | -    |
| 1964 | Tokyo             | Non partecipante | - | - | - | -    |
| 1968 | Città del Messico | Non partecipante | - | - | - | -    |
| 1972 | Monaco di Baviera | Non partecipante | - | - | - | -    |
| 1976 | Montréal          | Non partecipante | - | - | - | -    |
| 1980 | Mosca             | Non partecipante | - | - | - | -    |
| 1984 | Los Angeles       | Non qualificata  | - | - | - | -    |
| 1988 | Seul              | Non qualificata  | - | - | - | -    |
| 1992 | Barcellona        | Non qualificata  | - | - | - | -    |
| 1996 | Atlanta           | Quarto posto     | 2 | 2 | 2 | 6:10 |
| 2000 | Sydney            | Non qualificata  | - | - | - | -    |
| 2004 | Atene             | Primo turno      | 1 | 0 | 2 | 6:9  |
| 2008 | Pechino           | Non qualificata  | - | - | - | -    |
| 2012 | Londra            | Non qualificata  | - | - | - | -    |
| 2016 | Rio de Janeiro    | Quarti di finale | 2 | 1 | 1 | 5:6  |
| 2020 | Tokyo             | Non qualificata  | - | - | - | -    |

## Tutte le rose
Calcio ai Giochi Olimpici Estivi 19961 Costinha, 2 Kenedy, 3 Rui Bento, 4 Peixe, 5 Beto, 6 Andrade, 7 Dominguez, 8 Capucho, 9 Paulo Alves, 10 Afonso Martins, 11 Rui Jorge, 12 Nuno, 13 Vidigal, 14 Calado, 15 Nuno Gomes, 16 Porfírio, 17 Litos, 18 Dani, 20 Nuno Afonso, CT: Vingada
Calcio ai Giochi Olimpici Estivi 20041 Moreira, 2 Mário Sérgio, 3 Meireles, 4 Alves, 5 Costa, 6 Meira, 7 Ronaldo, 8 Viana, 9 Almeida, 10 Martins, 11 Ribeiro, 12 Frechaut, 13 Boa Morte, 14 Bosingwa, 15 Lourenço, 16 João Paulo, 17 Danny, 18 Vale, CT: Romão
Calcio ai Giochi Olimpici Estivi 20161 Varela, 2 Esgaio, 3 Ilori, 4 Figueiredo, 5 Ié, 6 Podstawski, 7 Martins, 8 Oliveira, 9 Paciência, 10 Fernandes, 11 Agra, 12 Pereira, 13 Pité, 14 Paulo Henrique, 15 Fonseca, 16 Ramos, 17 Mané, 18 Silva, CT: Rui Jorge
NOTA: Per le informazioni sulle rose precedenti al 1952 visionare la pagina della Nazionale maggiore.